# Herzogliches Mausoleum (Oldenburg)
Das Herzogliche Mausoleum ist eine Begräbnisstätte der Großherzöge von  Oldenburg und ihrer Familien. Es befindet sich auf dem Areal des Gertrudenfriedhofs in der niedersächsischen Stadt Oldenburg.

## Geschichte
Als im November 1785 Friederike, die Ehefrau des oldenburgischen Regenten Peter Friedrich Ludwig von Holstein-Gottorp (ab 1823 als Peter I. Herzog von Oldenburg), bei der Geburt des dritten Kindes starb und die bisherige Fürstengruft in der inzwischen baufälligen Lambertikirche nicht mehr als für Beisetzungen geeignet galt, fasste der Witwer den Entschluss zur Errichtung eines Mausoleums.
Mit den Planungen für das Mausoleum wurde Johann Heinrich Gottlieb Becker (1747–1818) beauftragt, der damals gerade das Schloss Rastede zur Sommerresidenz umbaute. Baubeginn für die am nordöstlichen Rand des St. Gertrudenkirchhofs, dem neuen Hauptfriedhof vor den Toren der Stadt, gelegene Grabkapelle war im März 1786. Bei der Errichtung engagierte sich der Herzog auch selbst und griff mehrfach entscheidend in die Planungen des Architekten ein.
Nach Fertigstellung der wesentlichen Teile des Mausoleums wurde die bisher in der Schlosskapelle Eutin ruhende Herzogin Friederike 1790 hier beigesetzt, 1829 folgte ihr Ehemann und Bauherr Peter I. Nach seinem Tod wurde das Mausoleum zur Grablege der übrigen Regenten von Oldenburg und ihrer Nachfolger bestimmt. Bis heute werden die Mitglieder des herzoglich-oldenburgischen Hauses hier bestattet.
Das Mausoleum wurde in den Jahren 2012/2013 aufwändig restauriert, im November 2013 erhielt die Öffentlichkeit erstmals die Gelegenheit, das normalerweise nicht zugängliche Gebäude auch von innen zu besichtigen.

## Architektur
Bei der Errichtung des Mausoleums engagierte sich der Herzog auch selbst und griff mehrfach entscheidend in die Planungen des Architekten ein. Während sich Becker bei seinen Entwürfen  noch an der spätbarocken Formensprache orientierte und z. B. noch einen Bau mit Laterne und barockem Wappen im Giebelfeld vorsah, vertrat der Herzog einen schnörkellosen Klassizismus, dessen klare, erhabene Formensprache seinem Selbstbild als aufgeklärter Herrscher entsprach. Das Mausoleum war das erste Bauwerk in Oldenburg im klassizistischen Stil, das schon in der Planungsphase   einen städtebaulichen Akzent setzen und über die folgenden Jahrzehnte als Vorbild für weitere Bauvorhaben in der Stadt dienen sollte.
Der nahezu quadratische Zentralraum des Mausoleums, der auf einem Sockelgeschoss ruht, ist mit einem flachen Satteldach gedeckt. Außen ziert ihn ein umlaufender Triglyphenfries. Den Innenraum überspannt ein Spiegelgewölbe, das mit stark profilierten Kassettenfeldern und Stuckranken in den Zwickeln geschmückt ist. Der Lichteinfall von oben wird durch eine rund eine Tonne schwere Kuppel ermöglicht, die mit hauchdünnem, geätztem Glas versehen ist. In die Nordwand des Innenraums sind drei Nischen eingelassen, deren mittlere sandsteingefasste dem Gedenken der Herzogin Friederike gewidmet ist. 1824 und 1831 wurden zwei Marmorskulpturen des Stuttgarter Bildhauers Johann Heinrich Dannecker im Innenraum des Mausoleums aufgestellt. Die Grabinschrift am Marmorkenotaph des herzoglichen Paares sagt über den Bauherrn Herzog Peter I.:„Vater dem Lande zu seyn, war ihm höchster Beruf.“ Der Abgang zur Gruft im Untergeschoss der Anlage befand sich zunächst direkt unterhalb der Glaskuppel, wurde aber 1895 an seinen heutigen Platz verlegt.
Das Mausoleum ist inzwischen als Baudenkmal von nationaler Bedeutung eingestuft.

## Bestattungen
Heute befinden sich die sterblichen Überreste folgender Personen im Herzoglichen Mausoleum:
- Herzogin Friederike (1765–1785) –  Gemahlin von Herzog Peter I.  und ihr drittgeborener Sohn (1785)
- Prinzessin Adelheid (1800–1820) –  1. Gemahlin von Großherzog August I.
- Prinzessin Ida (1804–1828) –  2. Gemahlin von Großherzog August I.
- Herzog Peter I. (1755–1829) –  Sohn von Georg Ludwig von Schleswig-Holstein-Gottorf
- Amalie von Schweden (1805–1853) –  Tochter von König Gustav IV. Adolf und Friederike von Baden
- Großherzogin Cecilie (1807–1844) –  3. Gemahlin von Großherzog August I.
- Großherzog August I. (1783–1853) –  Sohn von Herzog Peter I. und Herzogin Friederike
- Prinzessin Elisabeth (1857–1895)  –  1. Gemahlin von Großherzog Friedrich August
- Großherzog Peter II. (1827–1900)	–  Sohn von Großherzog August I. und Prinzessin Ida
- Großherzogin Elisabeth (1826–1896) –  Gemahlin von Großherzog Peter II.
- Friedrich August von Oldenburg (1900–1900) –  Sohn von Großherzog Friedrich August und Großherzogin Elisabeth von Oldenburg
- Alexandrine von Oldenburg (1900–1900) –  Tochter von Großherzog Friedrich August und Großherzogin Elisabeth
- Großherzog Friedrich August (1852–1931)	–  Sohn von  Großherzog Peter II. und Großherzogin Elisabeth
- Prinzessin Rixa (1924–1939)	 –  Tochter von	Nikolaus von Oldenburg	und dessen 1. Gemahlin Helene
- Großherzogin Elisabeth	(1869–1955) –  2. Gemahlin von Großherzog Friedrich August
- Nikolaus von Oldenburg	(1897–1970)	 –  Sohn von	Großherzog Friedrich August und Großherzogin Elisabeth
- Anton Günther von Oldenburg (1923–2014) –  Sohn von	Nikolaus von Oldenburg	und dessen 1. Gemahlin Helene
- Donata, geb. von Castell-Rüdenhausen (1950–2015)	 	–  2. Gemahlin von Friedrich August von Oldenburg (1936–2017)
- Ameli, geb. von Löwenstein-Wertheim-Freudenberg (1923–2016)	–  Gemahlin von Anton Günther von Oldenburg
- Friedrich August	von Oldenburg (1936–2017) –  Sohn von	Nikolaus von Oldenburg	und dessen 1. Gemahlin Helene